# Fotoplóter

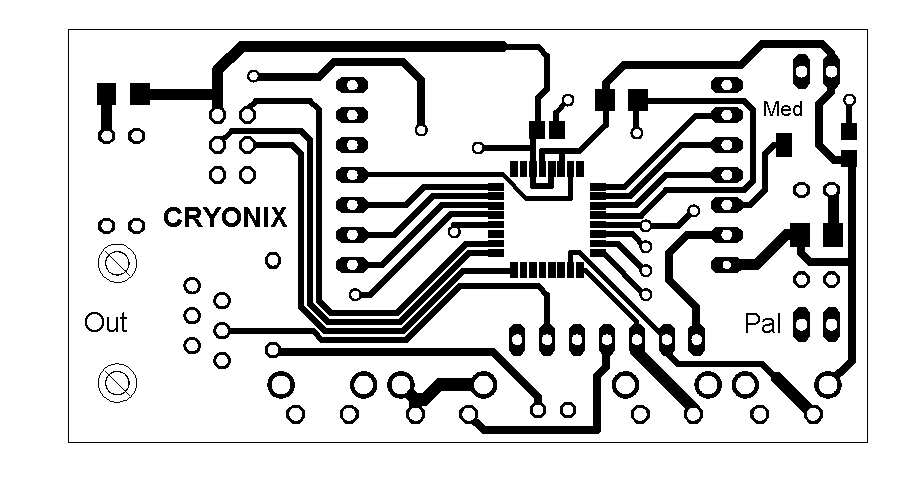
Fotolito de fotoplóter usado en una insoladora para PCB.

Un fotoplóter es un plóter de nueva generación que se utiliza para la realización de fotolitos para circuitos impresos, realiza la misma tarea de interpretación y filmación de fotolitos que un plóter tradicional, pero con mayor resolución.
Un fotoplóter tiene resoluciones que van desde los 400 ppp a los 4000 ppp según modelos.

## Ventajas
- El fotolito resultante tiene mayor resolución que hecho con un plóter tradicional, por lo que se usan para producir fotolitos de gran calidad para las industrias de serigrafía y circuitos impresos.

- Al imprimir sobre papel, los plóteres tradicionales (incluso los modernos de chorro de tinta) necesitan negativos intermedios y generan más residuos tóxicos, los plóteres ópticos solo producen un único residuo: un poliéster reciclable. Esto se debe a que utilizan un proceso en seco sin tinta, sin tóner y sin ningún otro producto químico, por lo que el proceso es limpio y rápido.

## Inconvenientes
- Un fotoplóter puede ocupar más espacio que un plóter tradicional al necesitar un espacio sellado a la luz o cuarto oscuro, aunque los tipos modernos de fotolitos pueden manejarse con luz roja, de hecho ocupa aproximadamente el espacio de una filmadora de un formato equivalente.